# Etiópia (Grécia Antiga)
Etiópia (em grego:  Αἰθιοπία, transl. Aíthiopía) é um termo geográfico que aparece pela primeira vez nas fontes arcaicas e clássicas da Grécia Antiga referindo-se à região do Alto Nilo, bem como a todas as regiões situadas ao sul do deserto do Saara. Sua primeira menção ocorre nas obras de Homero: duas vezes na Ilíada, e três vezes na Odisseia O historiador grego Heródoto também a usa para descrever especificamente toda a região da África Subsaariana. O nome também ocorre com frequência na mitologia grega, onde está associado com um reino que estaria localizado em Jopa, ou em algum lugar da Ásia.[carece de fontes?]

## Antes de Heródoto
Homero (por volta de 800 a.C.) é o primeiro autor a mencionar os "etíopes" (Αἰθίοπας, Aíthíopas); ele afirma que eles se encontravam nas extremidades meridionais do mundo, divididos pelo mar em "ocidentais" (onde o sol nascia) e "orientais" (onde o sol se punha). Os poetas gregos Hesíodo (c. 700 a.C.) e Píndaro (c. 450 a.C.) falam de Mêmnon como "rei da Etiópia", e acrescentam que ele teria fundado a cidade de Susa, no Elão.
Em 515 a.C., Cílax de Carianda, sob ordens de Dario, o Grande, da Pérsia, navegou ao longo do rio Indo, avançando pelo oceano Índico e pelo mar Vermelho, circunavegando a península Arábica. Cílar mencionou os etíopes, porém seus escritos a respeito do assunto não sobreviveram até os dias de hoje. Hecateu de Mileto (c. 500 a.C.) também teria escrito um livro a respeito da Etiópia, porém seus escritos só são conhecidos a partir de citações feitas por autores posteriores; ele teria afirmado que a região localizava-se a leste do rio Nilo, e se estendia até o mar Vermelho e o oceano Índico, além de mencionar um mito que os Ciápodes (Skiapodes, "que fazem sombra com os pés"), homens cujos pés eram supostamente tão grandes que serviam como sombra, viviam ali. O filósofo Xenófanes, que viveu aproximadamente no mesmo período, comentou que "os trácios descrevem seus deuses com o seu aspecto, de olhos azuis e cabelos claros (ou vermelhos), enquanto os etíopes descrevem seus deuses com a sua aparência, negros".

## Em Heródoto
Em suas Histórias (c. 440 a.C.), Heródoto apresenta algumas das informações mais antigas e detalhadas sobre a Etiópia. Ele relata que viajou pessoalmente pelo Nilo até a fronteira egípcia com a região, chegando até a ilha Elefantina (atual Assuã); em sua descrição, a Etiópia consiste de todas as terras habitadas encontradas a sul do Egito, a partir de Elefantina. Sua capital seria Meroé, e as únicas divindades cultuadas ali eram Zeus e Dioniso. Heródoto acrescenta ainda que durante o reinado do faraó Psamético I (c. 650 a.C.), diversos soldados egípcios desertaram do serviço ao seu país e passaram a viver entre os etíopes. Ainda segundo Heródoto, 18 dos 330 faraós do Egito teriam sido "etíopes" (ou seja, a chamada "dinastia cuxita"). Segundo ele, a Etiópia era um dos países onde se praticava a circuncisão.
Heródoto conta ainda que o rei Cambises II, da Pérsia (c. 570 a.C.), teria enviado espiões até os etíopes "que viviam naquela parte da Líbia (África) que faz fronteira com o mar do sul". Lá, teriam encontrado pessoas fortes e saudáveis. Embora Cambises II tenha empreendido uma campanha militar contra aquela nação, por não ter preparado provisões suficientes para a longa marcha, seu exército foi totalmente malsucedido na empreitada e retornou rapidamente.
No livro III, Heródoto define "Etiópia" como a região mais distante da "Líbia" (ou seja, a África conhecida à época): "onde o sul desce rumo ao sol que se põe se encontra o país chamado de Etiópia, a última terra habitada naquela direção. Lá o ouro pode ser obtido em grande quantidade, e vivem enormes elefantes, em meio a árvores selvagens de todos os tipos, e marfim; e os homens são mais altos, mais belos, e vivem mais do que em qualquer outro lugar.

## Outros historiadores greco-romanos
O sacerdote egípcio Manetão (c. 300 a.C.) lista a XXV dinastia egípcia, a dinastia dita "cuxita", como a "dinastia etíope]]. Quando a Bíblia Hebraica foi traduzida para o grego, os termos hebraicos "Cuxe" e "cuxita" foram adaptados para o grego "Etiópia" e "etíopes".
Os historiadores gregos e romanos posteriores, como Diodoro Sículo e Estrabão, confirmaram boa parte dos relatos de Heródoto a respeito de diversas nações distintas que habitavam a vasta região da "Etiópia", a sul do deserto do Saara, tais como os trogloditas e os ictiófagos, que habitariam o litoral africano do mar Vermelho, no atual Sudão, Eritreia, Djibuti e Somalilândia, bem como diversos outros povos que viviam mais a oeste. Estes autores também contaram relatos a respeito da região montanhosa da Etiópia, onde dizia-se que o Nilo subia corrente acima. Estrabão também afirmou que alguns autores anteriores a si consideravam que a fronteira setentrional da Etiópia se localizava no monte Amano, o que faria a região abranger também toda a Síria, Israel e Arábia.
Plínio, o Velho descreveu Adúlis, porto que segundo ele era o principal centro comercial dos etíopes. Segundo ele, o termo "Etiópia" seria derivado de um indivíduo chamado Étiops, que seria filho de Hefesto (o Vulcano dos romanos).  Esta etimologia foi adotada com unanimidade até por volta de 1600, quando Jacob Salianus, no primeiro tomo de seus Annales, propôs pela primeira vez uma hipótese alternativa, que derivava a designação das palavras gregas aithein, "queimar", e ops, "rosto"; o fato é mencionado a um padre espanhol chamado Francisco Colin (1592–1660), que o menciona em seu livro Sacra India, que contém um longo capítulo sobre a Etiópia. Colin menciona a opinião de Saliano como uma possível nova hipótese para a origem do nome. O significado de 'rosto queimado' aparece em seguida nas obras dos autores alemães Christopher von Waldenfels (1677) e Johannes Minellius (1683), e logo foi adotada como padrão pela maior parte dos estudiosos europeus.
Alguns autores gregos também se referiam à Núbia como 'Etiópia', e até mesmo a partes da 'Líbia Interior'.